# New Effington
New Effington è un centro abitato (town) degli Stati Uniti d'America, situato nella contea di Roberts nello Stato del Dakota del Sud. La popolazione era di 256 persone al censimento del 2010.
New Effington è stata progettata nel 1913, e prende il nome dalla (oggi non più esistente) città rivale di Effington.

## Geografia fisica
New Effington è situata a 45°51′22″N 96°55′09″W (45.856135, -96.919074).
Secondo lo United States Census Bureau, ha un'area totale di 0,27 miglia quadrate (0,70 km²).

## Società

### Evoluzione demografica
Secondo il censimento del 2010, c'erano 256 persone.

### Etnie e minoranze straniere
Secondo il censimento del 2010, la composizione etnica della città era formata dal 57,8% di bianchi, lo 0,4% di afroamericani, il 36,3% di nativi americani, lo 0,8% di altre razze, e il 4,7% di due o più etnie. Ispanici o latinos di qualunque razza erano lo 0,8% della popolazione.